# Alby, Ånge kommun
Alby är en tätort i Ånge kommun och Borgsjö socken. Orten ligger vid Ljungans norra strand och drygt 1 mil väster om kommunens centralort Ånge.

## Historia
Tätortsnamnet är övertaget från grannbyn Alby (Ahlby 1825) i Haverö sn. Byn ligger vid sjön Aldern, vars namn är bildat av alder ’al’.
Anledningen till Albys industrialisering var närheten till elkraften från Ljungan. Tidigare fanns ett vattenkraftverk men endast resterna från inloppskanalen finns nu kvar. Även en karbidfabrik fanns tidigare.
Älven var ett av de bättre flodkräftfiskevattnen i Sverige. Efter reglering av Ljungan försvann de av okänd anledning (man säger att det inte var kräftpesten). En anekdot förtäljer att orsaken till att kräftorna kom till Ljungan var en sump utanför disponentvillan. Någon tjuvvittjade sumpen och stängde inte igen luckan så resterande kräftor återfick sin frihet.
När det nya vattenkraftverket, Järnvägsforsen, byggdes förstördes delar av Ljungans fiske- och älvmiljö.

### Administrativ historik
För Alby är beläget i Borgsjö socken. Den 2 december 1904 inrättades i Borgsjö landskommun Alby municipalsamhälle som upplöstes 31 december 1956.

### Befolkningsutveckling
| Befolkningsutvecklingen i Alby 1950–2020                | Befolkningsutvecklingen i Alby 1950–2020 | Befolkningsutvecklingen i Alby 1950–2020 | Befolkningsutvecklingen i Alby 1950–2020 | Befolkningsutvecklingen i Alby 1950–2020 |
| ------------------------------------------------------- | ---------------------------------------- | ---------------------------------------- | ---------------------------------------- | ---------------------------------------- |
|                                                         |                                          |                                          |                                          |                                          |
| År                                                      |                                          |                                          | Folkmängd                                | Areal (ha)                               |
| 1950                                                    | 1950                                     |                                          | 912                                      | ##                                       |
| 1960                                                    | 1960                                     |                                          | 1 091                                    | 112                                      |
| 1965                                                    | 1965                                     |                                          | 835                                      | 112                                      |
| 1970                                                    | 1970                                     |                                          | 766                                      |                                          |
| 1975                                                    | 1975                                     |                                          | 723                                      |                                          |
| 1980                                                    | 1980                                     |                                          | 673                                      |                                          |
| 1990                                                    | 1990                                     |                                          | 552                                      | 122                                      |
| 1995                                                    | 1995                                     |                                          | 504                                      | 124                                      |
| 2000                                                    | 2000                                     |                                          | 439                                      | 124                                      |
| 2005                                                    | 2005                                     |                                          | 403                                      | 124                                      |
| 2010                                                    | 2010                                     |                                          | 367                                      | 124                                      |
| 2015                                                    | 2015                                     |                                          | 349                                      | 150                                      |
| 2020                                                    | 2020                                     |                                          | 292                                      | 147                                      |
| Anm.: ## Som tätort/befolkningsagglomeration 1920–1950. |                                          |                                          |                                          |                                          |

## Näringsliv
På orten finns en fabrik för natrium- och kaliumklorat och en stor väteperoxidfabrik. Företaget Elkapsling har tillverkning av automatikskåp, dataskåp och utomhusskåp på orten.
Renewable Energy Systems (RES), som är en av världens största oberoende aktörer inom förnybar energi[källa behövs], driver utvecklingen och etableringen av produktionsanläggning för grön vätgas i Alby. Enligt RES ska de kunna leverera grön vätgas till lokala industrier vid årsskiftet 2024/2025. Målet är att bygga ut avdelningen i större skala år 2026/2027.